# Control automàtic de guany

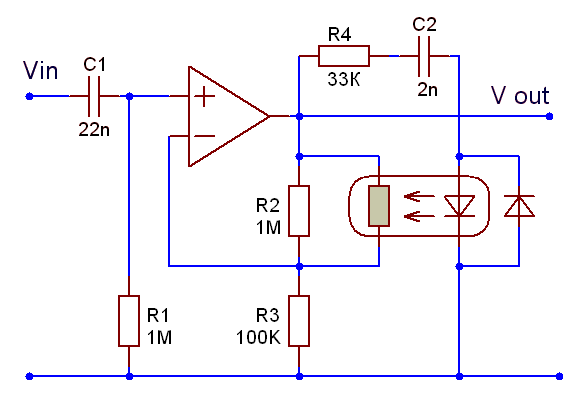
Esquema d'un AGC utilitzat a la xarxa telefònica analògica; la retroalimentació del nivell de sortida al guany s'efectua mitjançant un optoaïllador resistent Vactrol.

El control automàtic de guany (amb acrònim anglès AGC) és un circuit de regulació de retroalimentació de bucle tancat en un amplificador o cadena d'amplificadors, el propòsit del qual és mantenir una amplitud de senyal adequada a la seva sortida, malgrat la variació de l'amplitud del senyal a l'entrada. El nivell de senyal de sortida mitjà o màxim s'utilitza per ajustar dinàmicament el guany dels amplificadors, permetent que el circuit funcioni de manera satisfactòria amb un rang més gran de nivells de senyal d'entrada.
El 1925, Harold Alden Wheeler va inventar el control automàtic de volum (AVC) i va obtenir una patent. Karl Küpfmüller va publicar una anàlisi dels sistemes AGC el 1928. A principis de la dècada de 1930, la majoria dels nous receptors de transmissió comercial incloïen control automàtic de volum.
S'utilitza en la majoria de receptors de ràdio per igualar el volum mitjà (la sonoritat) de diferents estacions de ràdio a causa de les diferències en la força del senyal rebut, així com les variacions en el senyal de ràdio d'una estació a causa de l'esvaïment. Sense AGC, el so emès des d'un receptor de ràdio AM variaria en una mesura extrema d'un senyal feble a un fort; l'AGC redueix efectivament el volum si el senyal és fort i l'augmenta quan és més feble. En un receptor típic, el senyal de control de retroalimentació AGC es pren normalment de l'etapa del detector i s'aplica per controlar el guany de les etapes de l'amplificador IF o RF.
El senyal que es controlarà el guany (la sortida del detector en una ràdio) va a un díode i un condensador, que produeixen una tensió de CC que segueix el pic. Això s'alimenta als blocs de guany de RF per alterar el seu biaix, alterant així el seu guany. Tradicionalment, totes les etapes controlades pel guany arribaven abans de la detecció del senyal, però també és possible millorar el control del guany afegint una etapa controlada pel guany després de la detecció del senyal.